# 리수족
리수족(중국어: 傈僳族 리쑤족[*], 영어: Lisu people, 율속족, 률속족)은 티베트-버마 계통의 민족으로, 미얀마의 산악 지역이나 중국과 태국 남서쪽 그리고 인도와 중국의 남티베트 지역에 살고 있다.
약 73만 명이 리장 시, 바오산 시, 누장 리수족 자치주, 윈난성의 더훙 다이족 징포족 자치주에 살고 있다. 리수족은 중국 정부가 공인한 56개의 소수민족 중의 하나이며, 미얀마에서 리수족은 7개의 카친 소수민족 중의 하나로 인구 약 35만이 미얀마의 카친 주와 샨 주에 거주하고 있다. 태국에는 약 5만 5천 정도가 살고 있으며, 6개의 산악민족 중의 하나이다.

## 역사
리수족의 역사는 노래로 구전되어 왔다. 오늘날에 이 밤을 세워부를 정도로 긴 노래가 되었다.

### 기원
리수족은 티베트의 동쪽에서 시작되었다고 알려져 있다. 리수의 학자들에 의해 발표된 연구에는 윈난의 북서쪽으로 이동했다고 말한다. 그들은 바오샨과 등충현의 평야에 수천년 간을 머물렀다. 리수족의 언어와 라후족의 언어, 아카족의 언어 그리고 카친족의 언어는 모두 티베트-버마 계통이며, 그들의 민족과 관련되어 있다. 1140년-1644년에 이르는 명나라 통치기간 동안 동남쪽의 리수 언어와 문화는 가장 번성했다. 윈난 성의 윈장 타이핑 촌락은 리수족에 의해 1000년 전에 세워졌다.

## 문화
리수족은 58개 이상은 다른 씨족으로 구성되어 있다. 각 씨족은 각각의 다른 이름과 성을 가지고 있다.

## 같이 보기
- 중국의 민족
- 리수어
- 누장 리수족 자치주 (윈난 성)
- 웨이시 리수족 자치현 (윈난 성)